# Mercury Cyclone
Mercury Cyclone – samochód sportowy typu muscle car klasy wyższej produkowany pod amerykańską marką Mercury w latach 1967 – 1971.

## Historia i opis modelu

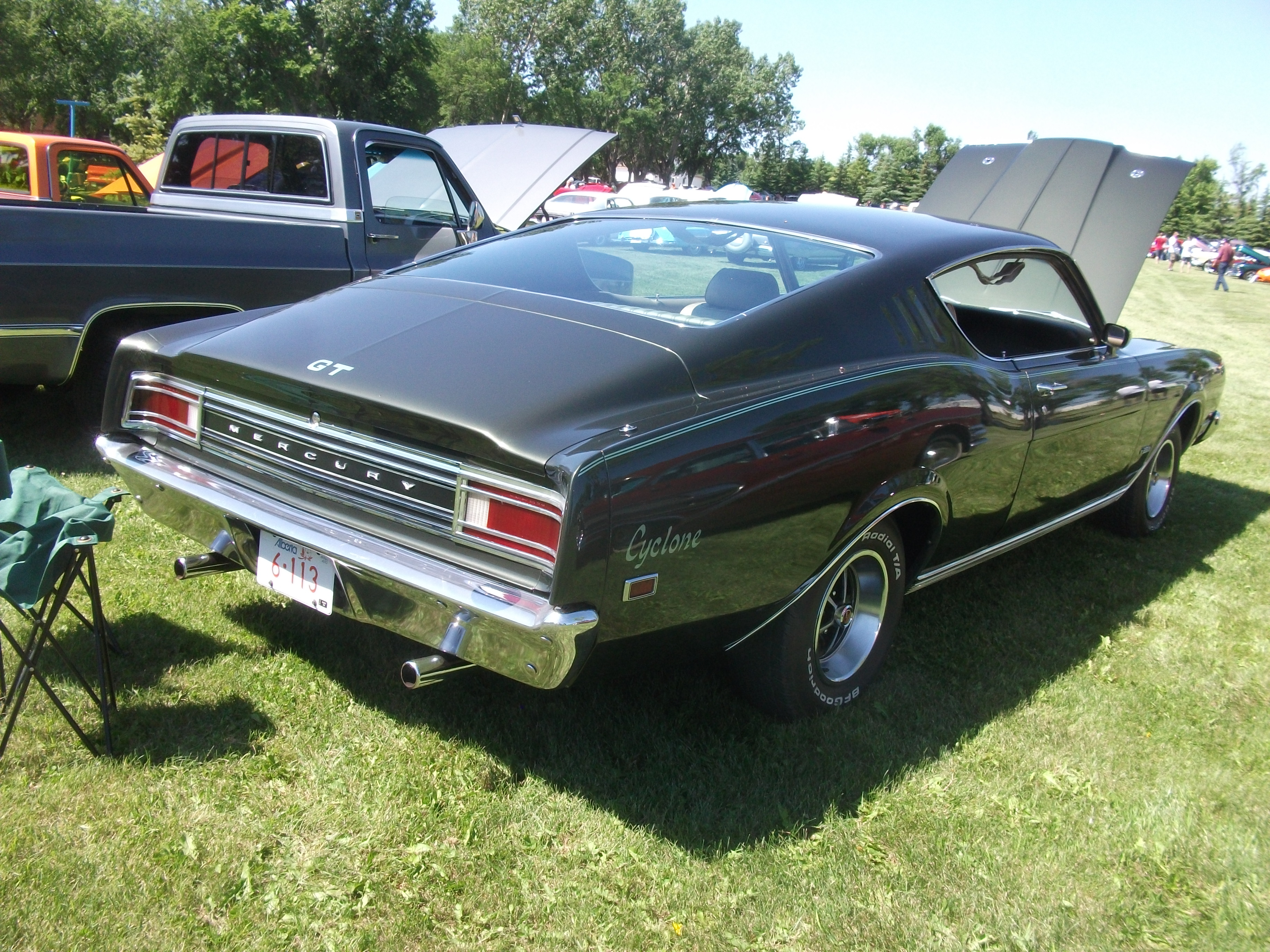
Mercury Cyclone - tył

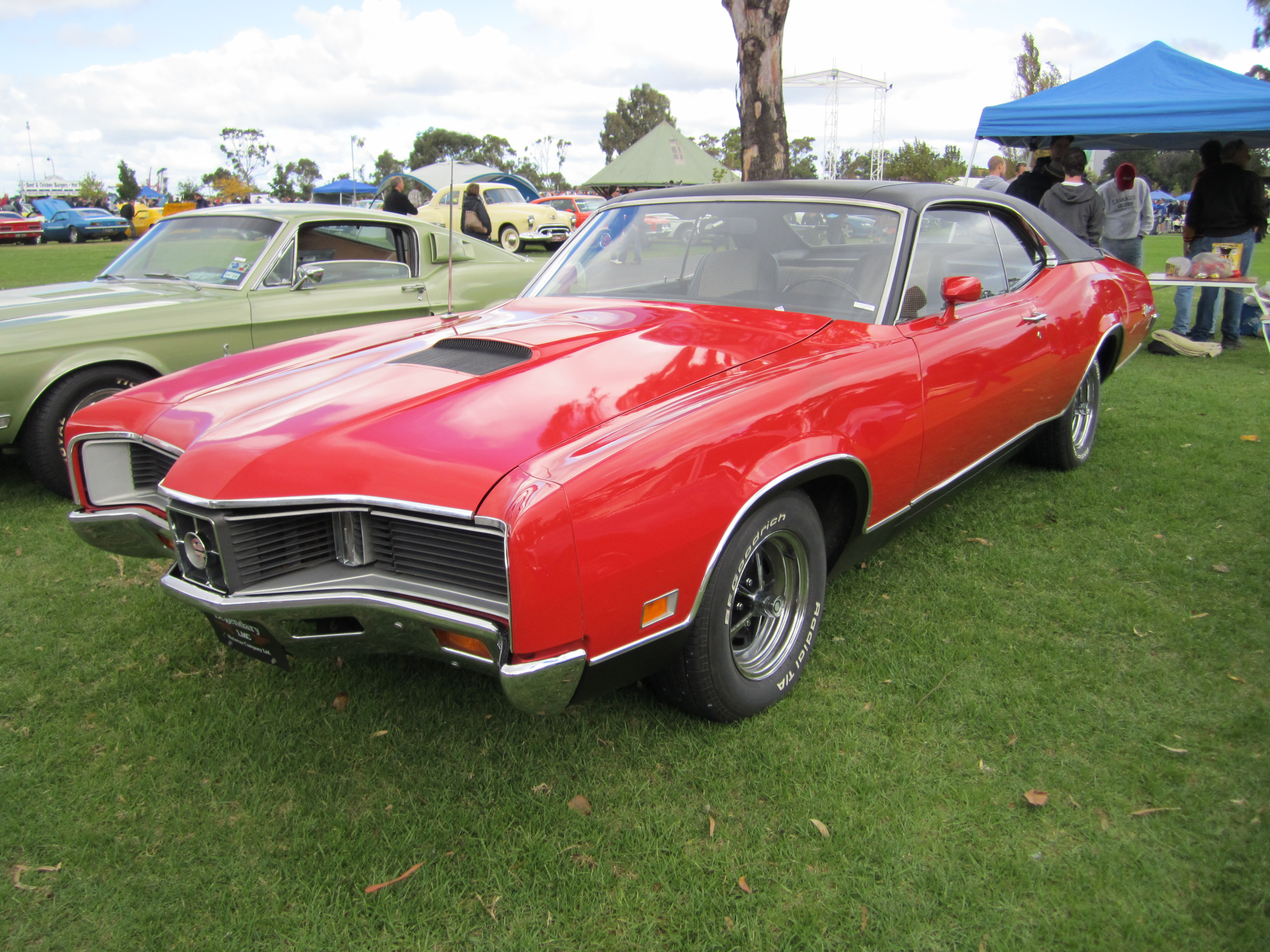
Mercury Cyclone po liftingu

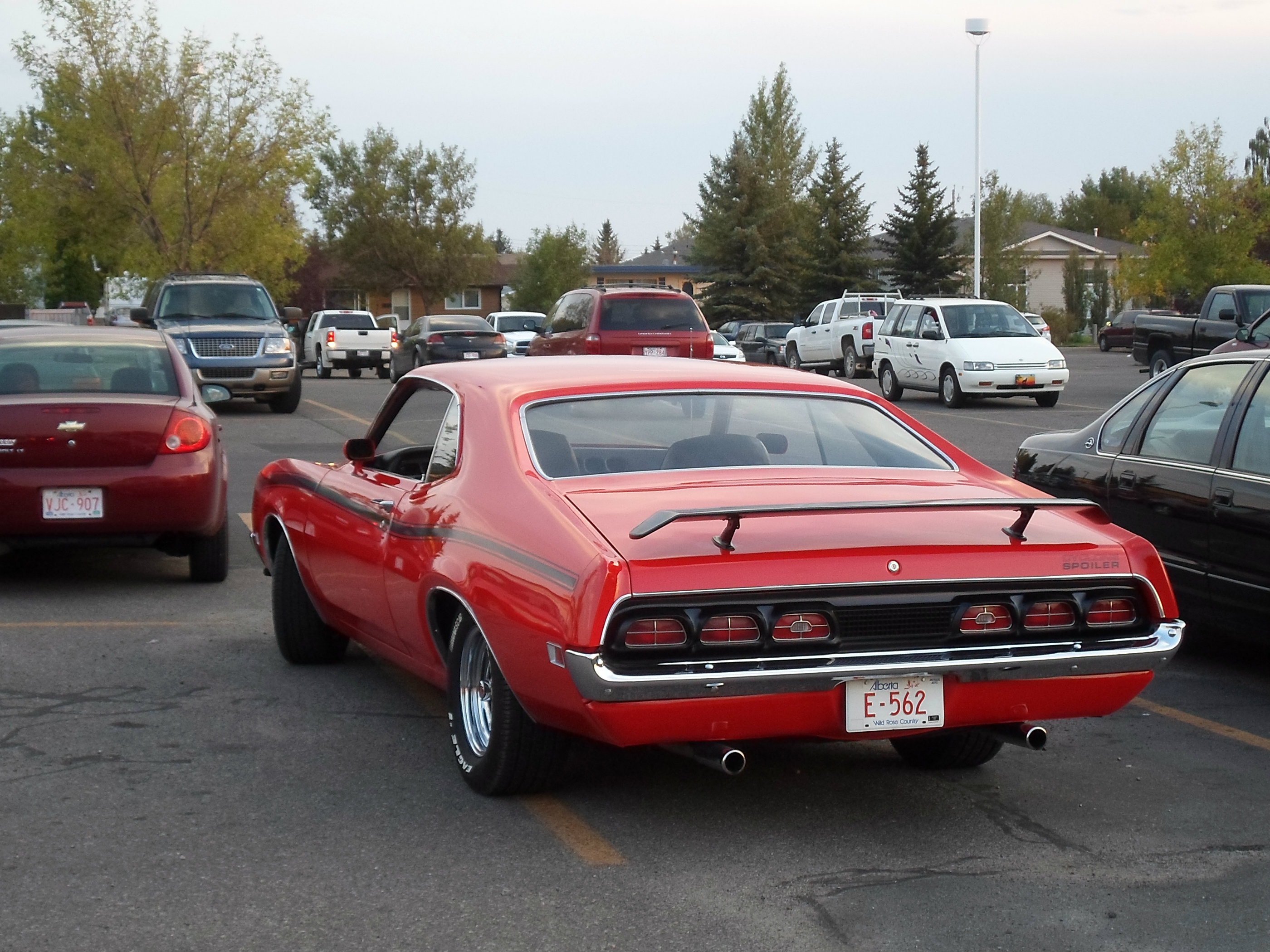
Mercury Cyclone - tył po liftingu

Pod koniec 1967 roku Mercury przedstawiło muscle cara o nazwie Cyclone, dla której zastosowano nazwę Cyclone. Dotychczas, była ona używana dla dwóch pierwszych generacji średniej wielkości modelu Comet, nazywając tak sportowe warianty odmiany coupe tego modelu.
Tym razem, Mercury Cyclone było samodzielnym modelem opartym na technice m.in. Forda Torino, podobnie jak inne modele Mercury z przełomu lat 60. i 70. XX wieku, samochód charakteryzował się kanciastymi i wyraźnie zaznaczonymi błotnikami Innym charakterystycznym elementem był wklęsły pas przedni z podwójnymi, okrągłymi reflektorami.

### Lifting
W 1970 roku Mercury Cyclone przeszedł obszerną modernizację, w ramach której gruntownie odświeżono zarówno wygląd pasa przedniego, jak i tylnej części nadwozia.
Z przodu pojawiły się chowane reflektory umieszczone na obrotowych, chowanych kloszach. Pas przedni dominowała szpiczaste, wyraźnie zaznaczone wybrzuszenie biegnące przez całą wysokość tej część nadwozia, z kolei z tyłu pojawiły się dwie pary potrójnych kloszy lamp i inaczej stylizowany zderzak.

### Cyclone Spoiler
W 1969 roku na bazie Cyclone Mercury zbudowało topową odmianę Cyclone Spoiler. Charakteryzowała się ona mocniejszą jednostką napędową w postaci 370-konnego V8 o pojemności 4,5-litra, a także modyfikacjami pod kątem aerodynamicznym. Nadwozie pokrywały charakterystyczne, podwójne pasy.

### Silnik
- V8 4.9l
- V8 6.3l
- V8 6.7l
- V8 7.0l